# Fast Charlie... the Moonbeam Rider
Pour plus de détails, voir Fiche technique et Distribution.
Fast Charlie... the Moonbeam Rider est un film américain réalisé par Steve Carver, sorti en 1979.

## Synopsis
Charlie Swattle, un vétéran de la Première Guerre mondiale, décide de participer à la première course de motos intercontinentale pour remporter le prix de 5 000 $. Elle doit commencer le 4 juillet 1919.
Sur le chemin du grand événement, par la raison, la ruse et la force, il réunit son équipe de vétérans qui l’aiment bien mais ne lui font pour autant pas confiance. Il rencontre également Grace, qui devient propriétaire de sa moto, de sorte que Charlie est obligé de l’emmener elle et son jeune fils avec lui. Une romance s’ensuit, compliquée parce qu’elle ne dit pas toute la vérité et qu’il ment tout le temps.
Lors de la course, Charlie doit faire face aux dangers de la route, à des concurrents acharnés et au propriétaire d’une entreprise de motos qui fera absolument tout pour que son équipe gagne, y compris lui offrir un pot-de-vin substantiel.

## Fiche technique
- Titre : Fast Charlie... the Moonbeam Rider
- Réalisation : Steve Carver
- Scénario :  Ed Spielman (en), Howard Friedlander et Michael Gleason
- Musique : Stu Phillips
- Société de production : Universal Pictures
- Pays d'origine : États-Unis
- Format : Couleurs - 1,85:1 - Mono
- Genre : comédie
- Durée : 99 minutes
- Date de sortie : 1979

## Distribution
- David Carradine : Charlie Swattle
- Brenda Vaccaro : Grace Wolf
- L. Q. Jones : Floyd
- R. G. Armstrong : Al Barber
- Terry Kiser : Lester Neal
- Jesse Vint : Calvin Hawk
- Noble Willingham : Pop Bauer
- Ralph James : Bill Bartman